# Feuerwehren im Römischen Reich

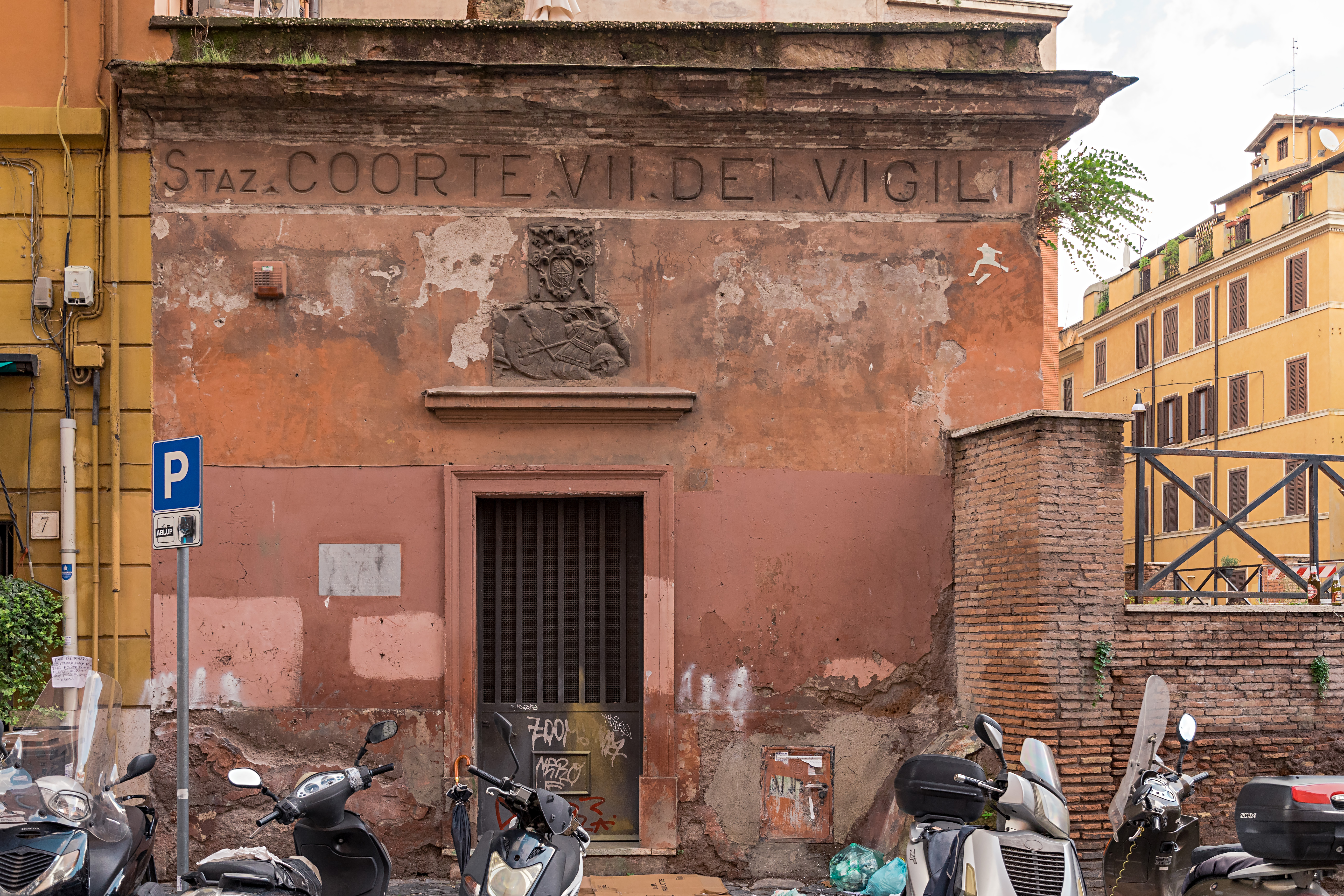
Das Gebäude Nr. 9 in der Via della VII Coorte, über dem antiken Wachlokal der VII. cohortes vigilum aus dem 2. Jahrhundert

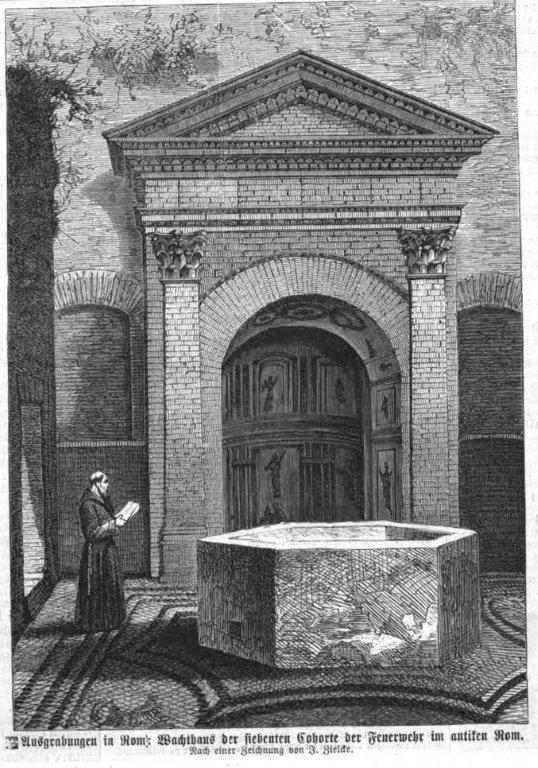
Das bei Ausgrabungen wiederentdeckte Wachthaus der VII. Kohorte der römischen Feuerwehr. Grafik von J. Zielcke.

Feuerwehren im Römischen Reich gab es als öffentlich-kommunale Organisation ungefähr seit dem ersten Jahrzehnt vor Christi Geburt.

## Situation in der Stadt Rom

### Die Anfänge
In der Römischen Republik gab es anfänglich keine Feuerwehr. Die Brandbekämpfung wurde zwar von den Nachtwächtern, sogenannten triumviri nocturni, ausgeführt; diese waren jedoch schon mehr mit Sicherheitsaufgaben beschäftigt. Politisch fiel die Brandsicherung in das Feld der Ädilen. Hierbei gab es jedoch den Nachteil, dass gemäß dem Annuitätsprinzip jeder Ädil lediglich ein Jahr lang sein Amt versah, was eine effektive Organisation der Brandbekämpfung drastisch erschwerte.
Die immer weiter auswuchernde Metropole Rom hingegen wurde für verheerende Brände immer anfälliger, was vor allem an den tausenden insulae, den mehrstöckigen Mietshäusern für die niedrigeren Schichten, lag, da jene meist eher schlecht als recht gebaut waren. Darum wurden von reichen Römern private Feuerwehren gebildet. Diese jedoch konnten sich nie einer größeren Popularität erfreuen, da manche Reiche ihr Vermögen durch diese Dienste noch zu vergrößern suchten: Nach Ausbruch eines Brandes forderten sie im Gegenzug für einen Löscheinsatz vom Eigentümer, sein Haus zu einem Spottpreis zu verkaufen. Weigerte er sich, so zog die Feuerwehr unverrichteter Dinge ab. Marcus Licinius Crassus zum Beispiel ließ seine Privatfeuerwehr in Stärke von 500 Mann nur ausrücken und löschen, falls die Hausbesitzer die brennenden bzw. vom angrenzenden Brand gefährdeten Häuser zu Spottpreisen an ihn verkauften.

### Die erste öffentlich-kommunale Feuerwehr
Zum Problem der Bevölkerungsexplosion gesellte sich auch noch das Problem der Brandstiftungen durch Makler zwecks Grundstücksaneignung. Angesichts dieser skandalösen Geschäftspraktiken verlangte das römische Volk lautstark nach einer Lösung. Der populistisch agierende, ambitionierte Ädil Marcus Egnatius Rufus erkannte in den 20er Jahren v. Chr. den politischen Wert dieses Themas. Er bildete aus eigenen Sklaven eine Feuerwehr und stellte sie bei Brandfällen kostenlos zur Verfügung. Die Bürger waren begeistert und dankten es ihm mit der Wahl zum Prätor.
Dies wiederum beschäftigte den seit kurzem regierenden princeps Augustus, der verhindern wollte, dass zukünftig weiter aus der Stadtsicherheit gegen ihn konkurrierendes politisches Kapital geschlagen werden konnte. Dazu kam auch noch ein Großbrand im Jahre 23 v. Chr. Als Reaktion bildete Augustus eine Feuerwehr aus 600 Sklaven, die jedoch ebenfalls langfristig keine wirksame Brandbekämpfung sicherstellen konnten. Es bedurfte eines neuen Großbrandes im Jahre 6 v. Chr., um ihm die Problematik und die Notwendigkeit einer Umorganisation der Feuerwehren klar werden zu lassen.
Augustus gründete nun im Jahr 6 n. Chr. die vigiles („Wächter“), die aus 3.500 (im 2. Jahrhundert n. Chr. dann aus 7.000) freigelassenen Sklaven bestand. Dieser Trupp wurde militärisch organisiert: Die Einheit war unterteilt in sieben Kohorten unter je einem Tribun. Jede der Kohorten war für zwei Stadtbezirke verantwortlich. Das Oberkommando wurde einem aus dem Ritterstand stammenden praefectus vigilum übertragen. Die Unterbringung der Kohorten geschah in stationes (Kasernen) und die ihrer diensthabenden Unterabteilungen in excubitoria (Wachhäuser). Damit war die römische Feuerwehr geboren, und in dieser Form bestand sie jahrhundertelang weiter.
Das einzige erhaltene Wachlokal der antiken Feuerwehr, das „Excubitorium der 7. Kohorte“, liegt im Stadtviertel Trastevere. Das Anwesen war vermutlich ursprünglich ein Privathaus und wurde gegen Ende des 2. Jahrhunderts zu einem Wachlokal umgebaut. Die Anlage, die in den Jahren 1866 bis 1870 in Teilen ausgegraben wurde, wies bei ihrer Entdeckung noch zahlreiche antike Graffiti und Inschriften auf, die heute einen tiefen Einblick in das Leben und den Alltag der Feuerwehrleute geben; die noch vorhandene wissenschaftliche Dokumentation dazu wurde in den 1990er Jahren von der Althistorikerin Maria Cristina Molinari und dem Archäologen Sascha Priester ausgewertet. Die örtliche Zuständigkeit der siebten Kohorte umfasste die Stadtviertel Trans Tiberim (Bezirk XIV) und Circus Flaminus (Bezirk IX).

### Polizeiliche und juristische Aufgaben

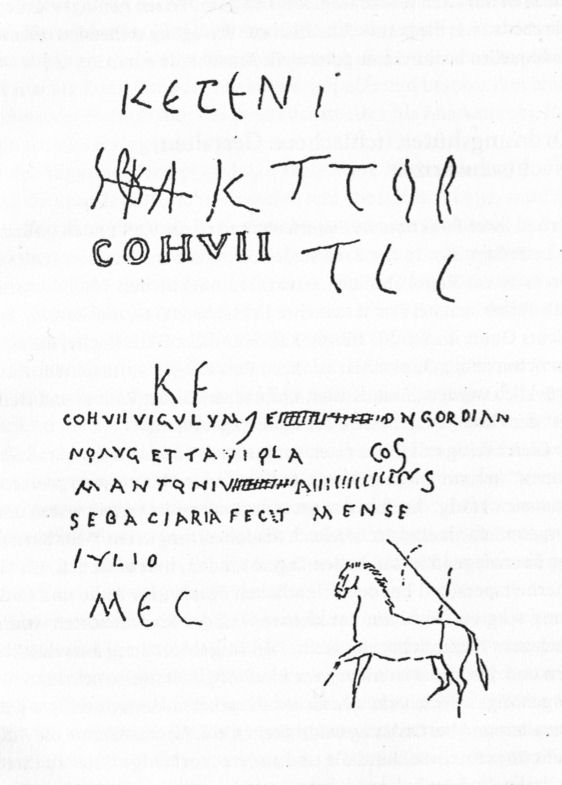
Graffito aus dem Wachraum der 7. Feuerwehr-Kohorte (vigiles) in Trans Tiberim, dem heutigen Trastevere. Ein Marcus Antonius teilt mit, dass er für die Beleuchtung (sebaciaria = Talglichter) im Wachraum gesorgt hat. Nach den Namen der Konsulen stammt die Inschrift aus dem Jahr 239.

Zuoberst stand bei den Aufgaben natürlich die aktive Feuerbekämpfung. Die Feuerwächter patrouillierten – auch nachts – durch ihre Bezirke, suchten nach möglichen Brandquellen und fahndeten nach Verstößen gegen die kaiserlichen Brandschutzvorschriften (die mit der Zeit immer detaillierter und zahlreicher wurden). Später übernahmen sie sogar die Jagd nach Brandstiftern von den Stadtwachen, und ab Trajan führte der praefectus vigilum bei dementsprechenden Prozessen den Vorsitz.
Später fielen den vigiles auch mehr und mehr polizeiliche Aufgaben parallel zu den cohortes urbanae zu. So konnte der römische Stadtpräfekt (praefectus urbi) sie bei Unruhen als Sicherheits- und im absoluten Notfall sogar als Kampftruppe einsetzen. Auch vor Gericht fielen dem praefectus vigilum der Vorsitz bei Brandstiftungsprozessen zu, aber auch immer umfangreichere entferntere Aufgaben, da die Bürger sich immer öfter auch mit sachfremden Anträgen, zum Beispiel bei Handelsgenehmigungen, an ihn wandten.
In der Krise des 3. Jahrhunderts wurden die vigiles auch immer häufiger zu militärischen Einsätzen außerhalb Roms herangezogen.

### Methoden der Brandbekämpfung
Bei der aktiven Brandbekämpfung, bei der die vigiles aufgrund eigener Amtsbefugnis (suo iure) in die Privatwohnungen eindringen durften, benutzten sie viele Ausrüstungsteile, die auch heute noch verwendet werden, wie etwa:
- Spritzen (siphones, vgl. Plinius der Jüngere, Epistulae 10, 33, 2, Isidor von Sevilla, Origines 20, 6, 9); mithilfe von Wasserdruckpumpen bzw. Feuerspritzen[15] mit konisch geformten Strahlrohren war eine Wasserspritzweite von 25–29 Metern erreichbar.[16] Ein Beispiel für ein solches Feuerwehrrohr aus dem deutschen Raum ist im Rheinischen Landesmuseum Bonn zu besichtigen.[17]
- Eimer (hamae; Juvenal 14, 305f.),
- Leitern (scalae; Digesta Iustiniani 33, 9, 3, 3),
- Äxte und Beile (dolabra; Digesta Iustiniani 1, 15, 3, 3),
- Sägen (secures; Titus Petronius, Satyricon 78, 6),
- Einreißhaken (perticae; Digesta Iustiniani 33, 7, 12),
- Hämmer (mallei),
- Stangen,
- Decken (strata), Lappendecken bzw. Feuerpatschen (centones; mit Wasser oder Essig getränkt zum Schutz der Nachbarhäuser),
- Körbe,
- Schwämme,
- Besen.

Die vigiles selber hatten verschiedene Aufgabengebiete. Es gab Wasserträger für Eimerstaffetten (aquarii), Spritzenleute (siphonarii), andere kümmerten sich um den Einsatz der (meist mit Essig getränkten) Löschdecken (centones) oder um die Beleuchtung des Einsatzortes.
Im Falle eines Brandes bildeten die Wächter zusammen mit den Anwohnern Eimerketten, die an den in Rom überall angelegten Brunnen ihren Anfang nahmen. Nero ordnete an, dass im Vorhof jedes Hauses Feuerlöschgeräte zur Verfügung zu stehen hätten (Tacitus, Annales 15, 43, 4). Geriet der Brand außer Kontrolle, wurden umstehende Bauten evakuiert und schnellstmöglich abgerissen, um einen Flächenbrand zu verhindern.

## Feuerwehren außerhalb Roms
Für den Hafen in Ostia stellte Kaiser Claudius im Jahr 50 n. Chr. eine Löschtruppe mit 700 Mann auf. Die Kaserne wurde Ende des 19. Jahrhunderts ausgegraben. Ein Teil dieser Truppe wurde später nach Neapel verlegt. Diese beiden Orte waren als Versorgungshäfen für die Bevölkerung von großer strategischer Bedeutung. Eine weitere vom Staat aufgestellte Feuerwehr gab es zudem in Konstantinopel, nachdem dieses im 4. Jahrhundert n. Chr. zur zweiten Hauptstadt wurde. Alle anderen Gemeinden hatten eine eigene Feuerwehr auf die Beine zu stellen.
Oft übernahmen in diesen Gemeinden die lokalen Handwerkerzünfte die Brandbekämpfung, sogenannte collegia (Singular collegium). Zusätzlich organisierten die Stadtoberen hin und wieder Zeitfeuerwehren, zum Beispiel bei Dürren. Meistens aber waren die Hausbewohner gezwungen, zusammen mit Nachbarn die Brände zu bekämpfen. Nachweislich befanden sich solche Vereine in Oberitalien, wie in Como, Verona oder Faventia, in Venetien (Aquileia und Tergeste) und Istrien (Siscia). Aber auch in Noricum und Pannonien findet man solche Einheiten. Mitarbeiter dieser Gruppen waren fabri subaediani, jene Handwerker, die mit Äxten, Sägen oder Zangen umgehen konnten. Die centonarii waren Teppichhändler, die das Feuer mit Feuerpatschen, die sie mit Wasser oder Essig tränkten, bekämpften. Die utriculari brachten mit den Schläuchen das Wasser. Obwohl sie straff militärisch organisiert waren, kann man sie mit den heutigen Freiwilligen Feuerwehren vergleichen, da sie ebenso neben ihrem Beruf den Brandschutz ausübten. Mitglieder konnten sowohl Bürger, Freigelassene genauso wie Sklaven sein. Auch Frauen waren Mitglieder dieser Gruppen. Dokumentiert sind beispielsweise die collegiati in Virunum im heutigen Kärnten, wo das Verhältnis Männer zu Frauen 10:9 betrug.
Als Plinius der Jüngere wegen zahlreicher Mängel nach einem Großbrand in Nikomedia im Jahr 100 die Gründung einer beruflichen Löschmannschaft mit mindestens 150 Mann anregte, wurde diese von Kaiser Trajan aus Furcht vor Zusammenrottung unsicherer Elemente abgelehnt (Plinius, Epistulae 10, 33 f.). Offensichtlich war für die politisch Regierenden die Kameradschaft unter den Feuerwehrangehörigen eine gewichtige, schwer von außen zu beeinflussende und deshalb unbequeme regional- bzw. kommunalpolitische Größe.
In Flavia Solva (heute bei Leibnitz in der Steiermark) fand man eine Inschrift, die ein kaiserliches Dekret aus dem Jahr 205 n. Chr. enthält. Darin wurde die bisherige Regelung, nach der die Mitglieder des Feuerwehr-collegiums von Flavia Solva von Steuern befreit sind, zwar durch die Kaiser Septimius Severus und Caracalla bestätigt. Allerdings beschränkten die Herrscher dieses Privileg auf diejenigen Mitglieder des Vereins, die auch tatsächlich gemeinnützig tätig waren, vermutlich weil zuvor Bürger der Stadt die Mitgliedschaft im Verein als „Steuerschlupfloch“ genutzt hatten.